# Joseph-Mathurin Musset
Pour les articles homonymes, voir Musset.
Joseph-Mathurin Musset, né à Legé le 1er juillet 1749, mort à Neufchâteau, en Belgique, le 11 avril 1831, est un prêtre défroqué et un homme politique français.

## Biographie
Fils de Hyacinthe Musset, chirurgien-juré, et de Renée-Susanne Gouin, Musset a un frère aîné, également prénommé Hyacinthe, qui devient chirurgien, comme son père. Lui entre dans les ordres et devient curé de Falleron, en Vendée. Son frère cadet, Jean-Joseph-Esprit, suit également la carrière ecclésiastique. Favorable à la Révolution, il est délégué par l'assemblée primaire de La Garnache à l'élection des membres du directoire du département le février 1790, avant de prêter le serment constitutionnel.
Le 3 septembre 1791, il est élu, le 4e sur 9, par 152 voix sur 233 votants, député de la Vendée à l'Assemblée législative, où il siège sur les bancs réformateurs mais ne se distingue pas,.
Le 5 septembre 1792, la Vendée le réélit, le 6e sur 9, par 183 voix sur 310 votants, député à la Convention nationale. Siégeant à la Montagne, il vote la mort lors du procès de Louis XVI,.
Lors du déclenchement de la guerre de Vendée, son frère aîné manque de peu d'être tué pendant les massacres de Machecoul.
Il est envoyé en mission en Seine-et-Oise avec Charles-François Delacroix par décrets des 10 et 30 juin 1793 pour assurer l'inventaire et la vente des biens de la liste civile, avant d'être également chargés de la levée en masse dans ce département par décret du 23 août 1793. Leurs pouvoirs sont étendus par décret du 16 septembre 1793 et deviennent similaires à ceux des représentants qui sont aux armées ou dans les départements. Arrivés à Versailles le 17 juillet 1793, Musset et Delacroix organisent la distribution des terres du domaine royal; dans ce district, la première allocation de terre a lieu le 27 brumaire an II (17 novembre 1793) dans le village de Les Loges-en-Josas. À la fin de l'année, 1 568 arpents ont été distribués à 1 546 paysans pauvres ou artisans dans le district. Rappelés par décret du 14 brumaire an II (4 novembre 1793), un arrêté du comité de salut public du 8 frimaire an II (28 novembre 1793) les autorise à demeurer dans le département jusqu'à ce qu'ils aient achevé d'épurer les autorités locales, avant d'être rappelés par lettre du comité le 2 pluviôse an II (21 janvier 1794).
Le 8 floréal an II (27 avril 1794), Musset est chargé par le comité des pétitions de présenter un rapport sur l'affaire de François Gamain, serrurier de Versailles à l'origine de l'armoire de fer, qui a accusé Louis XVI d'avoir tenté de l'empoisonner. Sur sa proposition, la Convention vote par acclamation une pension de 1 200 livres en faveur de Gamain. Ayant abandonné l'état ecclésiastique, il se marie le 10 thermidor an II avec la fille d'un serrurier, Lecointre,.
Après la chute de Robespierre, il se rallie à la politique thermidorienne. Envoyé en mission dans le Puy-de-Dôme, le Cantal et la Corrèze par décret du 9 fructidor an II (26 août 1794), il voit ses pouvoirs étendus à la Nièvre par décret du 14 vendémiaire an III (5 octobre 1794). Sur place, il mène une politique incertaine et globalement plutôt modérée à l'égard des cadres terroristes locaux, contrairement, comparé à Jean-Pierre Chazal au printemps 1795. L'un de ses arrêtés, prévoyant que les frais de réparation et d'entretien des prisons et les salaires des guichetiers serait à la charge des détenus en proportion de leur fortune, est rejeté par la Convention. Le 30 brumaire an III (20 novembre 1794), il annonce son prochain retour à Paris, mais, malade, il ne rentre dans la capitale que le 16 nivôse an III (5 janvier 1795).
Le 4 germinal an III (24 mars 1795), un décret l'envoie dans les départements environnant Paris, mais il intervient surtout dans l'Oise. Après l'insurrection du 1er prairial an III, il félicite la Convention de sa victoire. Il est de retour à Paris le 5 messidor an III (23 juin 1795). Puis il est envoyé dans l'Aveyron par décret du 29 messidor an III (17 juillet 1795), où il demeure plus de trois mois puisque, le 26 vendémiaire an IV (18 octobre 1795), il fixe la fin de sa mission au 29 et annonce son prochain retour à Paris. Par ailleurs, c'est lui qui rend compte à la Convention de la ratification de la constitution de l'an III par la commune de Nantes.
Le 4 brumaire an IV (26 octobre 1795), il est choisi comme « député » de la Meuse au Conseil des Anciens par ses collègues de la Convention dans le cadre de l'application du décret des deux tiers.
Sorti du Conseil le 20 mai 1797, il devient administrateur de la loterie à Nantes. Puis, le 5 ventôse an VII (23 février 1799), un arrêté du Directoire le nomme commissaire politique et civil du gouvernement, chargé de l'organisation des quatre départements créés sur le territoire du Piémont. À son arrivée à Turin, le 3 avril, il dissout le régime provisoire piémontais. Toutefois, après la défaite des armées françaises sur l'Adige et devant l'avancée de Souvorov, il doit quitter la ville dès floréal an VII (avril-mai 1799).
Le 11 ventôse an VIII (2 mars 1800), il est nommé préfet de la Creuse.
Le 6 germinal an X (27 mars 1802), le Sénat conservateur le nomme au Corps législatif, où il représente la Vendée jusqu'au 1er juillet 1807. Se retirant alors de la vie politique, il s'installe à Nantes. Vers la fin de l'Empire, il habite à Magny-en-Vexin, en Seine-et-Oise, où il a acquis des propriétés, ainsi qu'à Hodent. Pendant les Cent-Jours, il vote l'Acte additionnel.
À la fin de 1815, il vend ses propriétés et quitte Paris le 4 décembre pour Bruxelles avec son épouse et une femme de chambre. Compris dans la loi contre les régicides en 1816, il demande l'autorisation de rentrer en France le 5 août 1819, à cause de son âge et de sa mauvaise santé, mais celle-ci est rejetée,, et il meurt en Belgique le 11 avril 1831.